# Thomas Tryon
Thomas Tryon (6 settembre 1634 – 21 agosto 1703) è stato un mercante, scrittore e saggista inglese.

## Biografia
Da ragazzo fuggì di casa per vivere a Londra, dove divenne apprendista di un cappellano e si avvicinò ai battisti; decise di abbandonare ogni lusso e di adottare una dieta vegetariana, studiò da autodidatta le scienze naturali ed elaborò una propria visione del mondo vicina al deismo.
Si trasferì nei Paesi Bassi (paese noto all'epoca per la tolleranza religiosa) e poi alle Barbados, dove fece fortuna. Tryon descrisse con entusiasmo le qualità dei frutti tropicali, ma denunciò la distruzione della natura effettuata nel Nuovo Mondo e l'oppressione degli schiavi, uomini e donne sfruttati dai bianchi cristiani.
Egli s'interessò al pensiero orientale, mettendo a confronto la tolleranza e pietà degli indù – rivolta anche agli animali – con l'ingiustizia della società occidentale, colpevole di sprechi che «non possono essere mantenuti se non principalmente grazie alla grande Oppressione degli Uomini e degli Animali», come argomentò nel Friendly Advice to the Gentlemen-Planters (1684).
Scrisse saggi (detti Letters, 1700), dialoghi e testi di denuncia morale. La sua opera più celebre fu The Way to Health, pubblicata nel 1697 con un'introduzione della poetessa Aphra Behn, che dedicò un elogio in versi a lui e alla sua dieta. In Thomas Tryon è presente l'idea embrionale che gli animali siano per natura titolari di diritti; la sua lettura convinse Benjamin Franklin ad adottare il vegetarianismo. A Tryon si rifece direttamente l'attivista Benjamin Lay.